# Planegger Straße 16

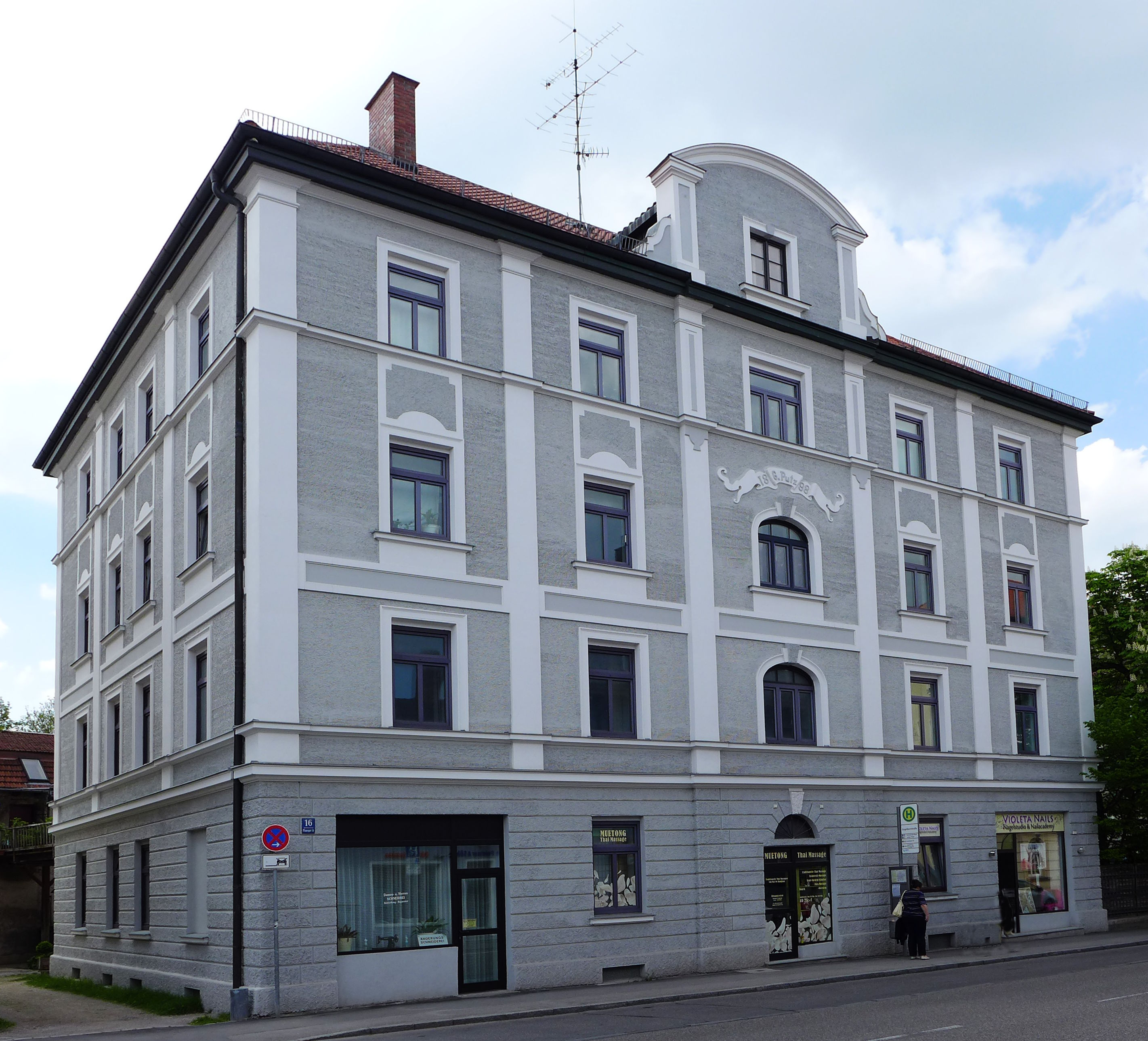
Haus Planegger Straße 16 im Stadtteil Pasing von München

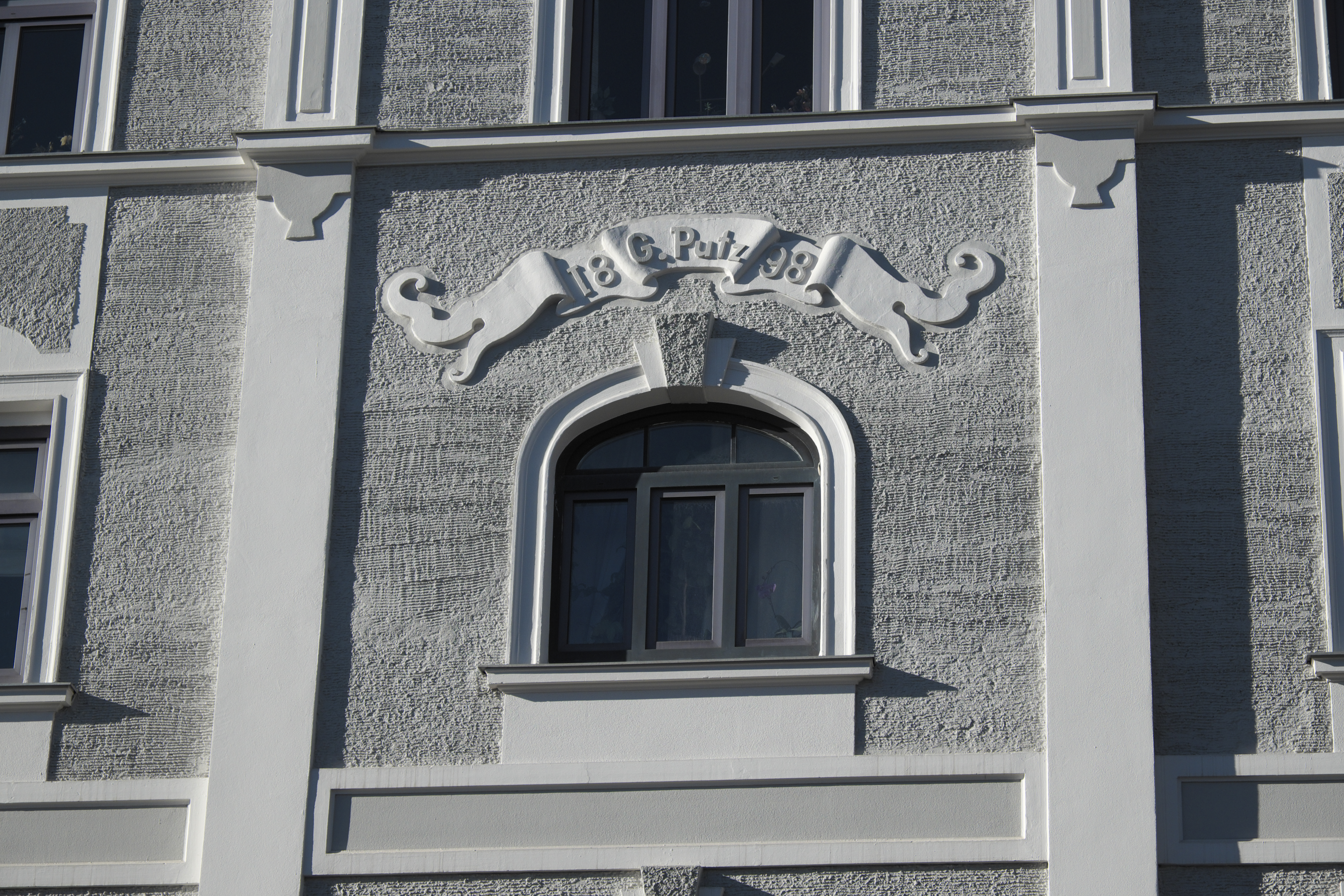
Fassadenschmuck

Das Haus Planegger Straße 16 im Stadtteil Pasing der bayerischen Landeshauptstadt München wurde 1898 errichtet. Das Mietshaus an der Planegger Straße ist ein geschütztes Baudenkmal.
Das viergeschossige Haus wurde in barockisierendem Stil errichtet. An der Fassade ist in Stuck G. PUTZ und die Jahreszahl 1898 angebracht.